# Вјерски објекти у Граду Бијељини
У Граду Бијељина постоји велики број вјерских објеката. Највише богомоља имају Српска православна црква, Исламска заједница и Римокатоличка црква. Поред објеката три најбројније вјерске заједнице, у Граду Бијељина се налази и словачка евангелистичка црква. За вријеме ратних сукоба кроз вијекове рушене су многе богомоље. Већина њих је обновљена или је њихова обнова у току, али су изграђене и многе нове.

## Српска православна црква

### Манастири[1]
| Ред. бр. | Слика | Назив                                        | Адреса            | Саграђена | Напомена |
| -------- | ----- | -------------------------------------------- | ----------------- | --------- | -------- |
| 1.       |       | Манастир Светог оца Николе у Станишићима     | Бијељина          |           | Линк     |
| 2.       |       | Манастир Светог Василија Острошког           | Бијељина          |           | Линк     |
| 3.       |       | Манастир Драгаљевац                          | Бијељина          |           | Линк     |
| 4.       |       | Манастир Свете Петке — Пет језера (Бијељина) | Бијељина          |           | Линк     |
| 5.       |       | Манастир Часног крста у Сувом Пољу           | Бијељина          |           | Линк     |
| 6.       |       | Манастир Тавна                               | Бањица (Бијељина) |           | Линк     |

### Цркве[2]
| Ред. бр. | Слика | Назив                                                                  | Адреса                   | Саграђена | Напомена |
| -------- | ----- | ---------------------------------------------------------------------- | ------------------------ | --------- | -------- |
| 1.       |       | Црква Пресвете Тројице у Амајлијама                                    | Бијељина                 |           |          |
| 2.       |       | Црква Света три јерарха у Балатуну                                     | Балатун                  |           |          |
| 3.       |       | Црква Светог Саве у Батковићу                                          | Батковић                 |           |          |
| 4.       |       | Црква Светога пророка Илије у селу Остојићево                          | Остојићево (Бијељина)    |           |          |
| 5.       |       | Црква Светог великомученика Георгија                                   | Бијељина                 |           |          |
| 6.       |       | Саборна црква у Бијељини                                               | Бијељина                 |           |          |
| 7.       |       | Црква Светих апостола Петра и Павла у Бијељини                         | Бијељина                 |           |          |
| 8.       |       | Црква Светог великомученика Пантелејмона у Бијељини - Крушик           | Бијељина                 |           |          |
| 9.       |       | Црква Светог архангела Михаила у Бродцу                                | Бијељина                 |           |          |
| 10.      |       | Црква Светог Марка у Великој Обарској                                  | Бијељина                 |           |          |
| 11.      |       | Храм Светог Саве у Вршанима                                            | Бијељина                 |           |          |
| 12.      |       | Црква Преподобне мати Параскеве у Магнојевићу Доњем                    | Бијељина                 |           |          |
| 13.      |       | Црква Вазнесења Господњег у Горњем Црњелову                            | Бијељина                 |           |          |
| 14.      |       | Црква Светог архиђакона Стефана на Градском гробљу „Пучиле“ у Бијељини | Бијељина                 |           |          |
| 15.      |       | Црква Сабора српских светитеља налази се у Даздареву                   | Бијељина                 |           |          |
| 16.      |       | Црква Свете Марије Магдалине у селу Тријешница                         | Бијељина                 |           |          |
| 17.      |       | Црква светог великомученика Прокопија у Дворовима                      | Бијељина                 |           |          |
| 18.      |       | Црква Рођења Пресвете Богородице у Црњелову Доњем                      | Бијељина                 |           |          |
| 19.      |       | Црква Пресвете Тројице у Љељенчи                                       | Бијељина                 |           |          |
| 20.      |       | Црква Светог пророка Илије у Трњацима                                  | Бијељина                 |           |          |
| 21.      |       | Црква Сабора Светог архангела Гаврила у Међашима                       | Бијељина                 |           |          |
| 22.      |       | Црква Светог Јована Крститеља у Новим Дворовима                        | Бијељина                 |           |          |
| 23.      |       | Црква Васкрсења Христовог у Поповима                                   | Бијељина                 |           |          |
| 24.      |       | Црква Светога пророка Илије у Чађавици Доњој                           | Чађавица Доња (Бијељина) |           |          |
| 25.      |       | Црква Светог Сисоја у Драгаљевцу                                       | Драгаљевац Доњи          |           |          |
| 26.      |       | Војна црква у Бијељини                                                 | Бијељина                 |           |          |

## Исламска заједница
Меџлис Исламске заједнице Бијељина територијално обухвата двије општине Град Бијељина и општину Угљевик. Припада Тузланском муфтилуку. 
| Ред. бр. | Слика | Назив                | Адреса   | Саграђена              | Напомена      |
| -------- | ----- | -------------------- | -------- | ---------------------- | ------------- |
| 1.       |       | Атик џамија          | Бијељина | 1520-1566              |               |
| 2.       |       | Салихбеговића џамија | Бијељина |                        |               |
| 3.       |       | Крпића џамија        | Бијељина |                        |               |
| 4.       |       | Јањица џамија        | Бијељина |                        |               |
| 5.       |       | Дашница џамија       | Бијељина | 1905-1979./1979.-1993. | Обнова у току |

## Римокатоличка црква
| Ред. бр. | Слика | Назив                                     | Адреса   | Саграђена | Напомена |
| -------- | ----- | ----------------------------------------- | -------- | --------- | -------- |
| 1.       |       | Црква Пречистога Срца Маријина у Бијељини | Бијељина | 1913.     | [ 3 ]    |

## Остали вјерски објекти
| Ред. бр. | Слика | Назив                                    | Адреса   | Саграђена | Напомена |
| -------- | ----- | ---------------------------------------- | -------- | --------- | -------- |
| 1.       |       | Словачка евангелистичка црква у Бијељини | Бијељина | 2009.     | [ 4 ]    |

## Нестали вјерски објекти и заједнице
- Синагога у Бијељини